# Грузенка
Грузенка — село в Балахтинском районе Красноярского края России. Является административным центром Грузенского сельсовета.

## География
Село расположено в 52 км к западу от районного центра Балахта.

## Население
| 1989 | 2002 | 2010 |
| ---- | ---- | ---- |
| 484  | ↗530 | ↘389 |

Гендерный состав
По данным Всероссийской переписи населения 2010 года 193 мужчины и 196 женщин из 389 чел.